# نبرد پیونگ‌یانگ (۱۵۹۲)
نبرد پیونگ‌یانگ (انگلیسی: Battle of Pyongyang) یکی از نبردهای تهاجم ژاپن به کره بود. 